# 古怒田健志
古怒田 健志（こぬた けんじ、1964年9月12日 - ）は、日本の脚本家。日本脚本家連盟理事・広報委員長。埼玉県出身。

## 人物・来歴
早稲田実業学校高等部時代、友人の誘いで特撮ファンサークルに入会したことがきっかけで、特撮にのめりこむ。日本大学経済学部を卒業後は、特撮・SF映画の専門誌「宇宙船」（朝日ソノラマ）への寄稿を中心に、特撮専門のフリーライターとして活動。
取材活動が高じて1997年『ウルトラマンダイナ』第5話「ウイニングショット」で脚本家としてデビュー。翌1998年には『デビルマンレディー』第6話「猫」で初めてアニメの脚本も手掛け、以後はアニメ・特撮を中心に脚本家としての活動を続けている。『特救指令ソルブレイン』『特捜エクシードラフト』では挿入歌を歌い、歌手デビューも果たした。アニメでは近年、ブレインズ・ベース制作作品（特にアニメーションプロデューサーが同社の米沢恵美（現：プラチナビジョン）の作品）でシリーズ構成を務めることが多い。
ライター仲間や懇意にしている声優などで結成される草野球チーム「ライターズ」では選手兼任監督を務めるなど野球を愛好し、デビュー作の『ウルトラマンダイナ』第5話でも野球を題材としている。プロ野球では横浜DeNAベイスターズのファン。

## 参加作品

### テレビアニメ
- デビルマンレディー
- サイボーグ009 THE CYBORG SOLDIER
- アストロボーイ・鉄腕アトム[3]
- TEXHNOLYZE
- Get Ride! アムドライバー
- ギャラクシーエンジェル（第4期のみ）
- ガイキング LEGEND OF DAIKU-MARYU
- 姫様ご用心
- 牙 -KIBA-
- はぴねす!
- BUZZER BEATER
- 図書館戦争（シリーズ構成）
- ダンボール戦機W
- はいたい七葉（シリーズ構成）
- ダンボール戦機ウォーズ
- ブラッドラッド（シリーズ構成）
- ダイヤのA（シリーズ構成）
- ブレイドアンドソウル
- 僕らはみんな河合荘（シリーズ構成）[4]
- ダイヤのA -SECOND SEASON-（シリーズ構成）
- 青春×機関銃（シリーズ構成）[5]
- SERVAMP-サーヴァンプ-（シリーズ構成）
- カードファイト!! ヴァンガードG NEXT
- 最遊記RELOAD BLAST（シリーズ構成）
- 王様ゲーム The Animation（シリーズ構成）[6]
- カードファイト!! ヴァンガードG Z
- デビルズライン（シリーズ構成）※久尾歩と共同[7]
- ハイスクールD×D HERO（シリーズ構成）
- メジャーセカンド
- RErideD-刻越えのデリダ-（シリーズ構成）[8]
- ダイヤのA actII（シリーズ構成）
- デジモンアドベンチャー:
- ニンジャラ
- 魔術士オーフェンはぐれ旅 アーバンラマ編（シリーズ構成）
- 魔術士オーフェンはぐれ旅 聖域編（シリーズ構成）

### 劇場アニメ
- 図書館戦争 革命のつばさ

### 特撮
- ウルトラマンダイナ
- ウルトラマンガイア
- ブースカ! ブースカ!!
- 超星神グランセイザー
- 超星艦隊セイザーX
- 炎神戦隊ゴーオンジャー
- 仮面ライダーディケイド
- 爆上戦隊ブンブンジャー[9]

### オリジナルビデオ
- 電脳聖少女
- 個人情報 ファイルデータ(職業別) 高校教師・23歳・女性

### ネットムービー
- ネット版 仮面ライダーディケイド オールライダー超スピンオフ
- ネット版 オーズ・電王・オールライダー レッツゴー仮面ライダー ～ガチで探せ! 君だけのライダー48～

### 戯曲
- 人生最良みたいな〜!日?〜葬儀と結婚式が同じ日に?!〜 （劇団たいしゅう小説家、原案・監修：井上敏樹）

### 小説
- アルテミス・コード（原作：井上敏樹、メガミ文庫）
- 小説 仮面ライダーキバ（監修:井上敏樹、講談社）

### 楽曲提供
- 錦野麻弓（佐藤利奈）「昆虫たちも祝福するウェディング」 - 作詞

## 出演
- セーラーファイト!（宇宙刑事ケンちゃん 役ほか）
- 海底軍艦 DVD音声特典オーディオコメンタリー（2003年）聞き手
- ゴジラ・ミニラ・ガバラ オール怪獣大進撃 DVD特典音声オーディオコメンタリー（2004年）聞き手
- 地球攻撃命令 ゴジラ対ガイガン DVD特典音声オーディオコメンタリー（2004年）聞き手
- 美女と液体人間 DVD音声特典オーディオコメンタリー（2005年）聞き手
- 海底大戦争 緯度0大作戦 DVD特典音声オーディオコメンタリー（2006年）聞き手

## ディスコグラフィ
1. 『プラス・アップ!』（「特救指令ソルブレイン ヒット曲集」（1991年、日本コロムビア）収録）
2. 『忘れるな君も』（「ミニアルバム 特救指令ソルブレイン」（1991年、日本コロムビア）収録）
3. 『勇気を未来に向けて ～エクシードラフト限りなく～』（「特捜エクシードラフト ソング・コレクション」（1992年、日本コロムビア）収録）

## 外部サイト
- コヌタラボラトリー - 本人運営のサイト
- 古怒田健志 Konuta Kenji (@writers07) - X（旧Twitter）